# Tökéletes helyettes 50 percig
A Tökéletes helyettes 50 percig a Kispál és a Borz pécsi alternatív rockzenekar saját készítésű demója 1989-ből. A számok kettő kivételével későbbi stúdióalbumokon kaptak helyet, a Hátradülök és az Én is meg tudom csinálni kivételével. Ez utóbbi, a Happy Borzday koncertfelvételen hallható még.
Ózdi Rezső még tagja a zenekarnak, ő basszusgitáron játszik. Lovasi András, későbbi basszusgitáros, a második gitár szólamot játssza.

## Számok
1. Forradalmár – 3:16 (Később megjelent a Naphoz Holddal albumon)
2. Tökéletes Helyettes – 2:54 (Később megjelent a Föld kaland ilyesmi… albumon)
3. Napos oldal – 3:22 (Később megjelent a Sika, kasza, léc albumon)
4. Barlangban dobolok – 2:55 (Később megjelent a Naphoz Holddal albumon)
5. Holdutazás – 3:04 (Később megjelent a Naphoz Holddal albumon)
6. Én is meg tudom csinálni – 2:47 (A Happy Borzday koncertfelvételen hallható)
7. Tejjel kifli – 5:54 (Később megjelent a Naphoz Holddal albumon)
8. Lefekszem a hóba – 2:22 (Később megjelent a Naphoz Holddal albumon)
9. Kicsit feldob – 2:11 (Később megjelent a Sika, kasza, léc albumon)
10. Hátradülök – 1:50
11. Jutka – 4:32 (Később megjelent a Sika, kasza, léc albumon)
12. 60-as évek – 3:21 (Később megjelent a Naphoz Holddal albumon)
13. Őrjárat – 2:44 (Később megjelent a Naphoz Holddal albumon)
14. Jelvény nélkül – 1:43 (Később megjelent az Ül és a Fák, virágok, fény albumokon)
15. Szőkített nő – 4:54 (Később megjelent a Naphoz Holddal albumon)

## Zenészek
- Lovasi András: ének, gitár
- Kispál András: szólógitár
- Bräutigam Gábor: dob
- Ózdi Rezső: basszusgitár